# Елзи Джоунс, № 2
"Елзи Джоунс, № 2" (на английски: Elsie Jones, No. 2) е американски късометражен ням филм от 1895 година на режисьора и продуцент Уилям Кенеди Диксън с участието на Елзи Джоунс, заснет в лабораториите на Томас Едисън в Ню Джърси.

## В ролите
- Елзи Джоунс[2]